# Kolokacja (frazeologia)
Kolokacja – związek frazeologiczny o znacznej łączliwości elementów, będący często używanym zestawieniem słów, w którym – w odróżnieniu od idiomu – sens całości wynika ze znaczeń poszczególnych wyrazów: na przykład obrać jabłko, odczuwać tęsknotę, mocna kawa, silny wiatr, na Węgrzech, we Francji.